# 동경관
동경관(東京館)은 대한민국 경상북도 경주시에 있는 고려 시대의 건축물이다. 1985년 8월 5일 경상북도의 문화재자료 제3호로 지정되었다.
현존하는 건물은 조선 정조(正祖) 10년(1786년)경에 다시 지은 것으로, 일제 시대에 객사가 헐릴 때에 객사 본청(객관)의 서쪽 건물이었던 서헌만을 1952년에 현재의 위치로 옮겨 지었으며 경주문화원 회관 건물로 사용되고 있다.
2017년 11월 9일 경상북도지사는 동경관의 관리단체를 경주문화원으로 지정 고시하였다. 관리기간은 2020년 10월 19일까지이다.

## 개요
객관(客館) 또는 객사(客舍)는 중앙에서 지방에 부임해 내려오거나 부임 도중에 그곳을 거치는 관리, 나아가 외국 사신들을 위한 숙소로써 기능하였으며, 동시에 국왕을 상징하는 전패(殿牌)를 봉안하여 매달 초하루와 보름에 지방관들이 모여 전패에 대해 예를 올리는 망궐례(望闕禮)를 올리는 예식이 집전되는 곳이기도 했다.
신라의 수도로써 왕경(王京)이라 불리던 경주는 신라가 멸망한 뒤에는 경주(慶州)로 이름이 바뀌었다. 신라가 멸망한 뒤 경주의 치소(治所)는 세 차례의 변천을 겪었다. 1차 치소성은 경순왕이 생존하였을 때부터 그가 사망한 직후까지 머물렀던 월성의 옛 신라 왕성이었고, 2차 치소성은 월성 서북쪽의 남고루로 호칭되는 둘레 약 5km의 토축성이었으며, 고려 우왕(禑王) 4년(1378년)에 석축으로 개축한 3차 치소성이 지금의 경주읍성(慶州邑城)으로 이어졌다. 경주의 객관은 이 남고루 안쪽에 위치하고 있었으며, 고려 말기 경주읍성이 등장할 때까지 경주 지역의 치소이자 중심 관아지로 기능하였다.
객관은 지역에 따라서 명칭을 달리하였는데, 그 지역의 명승지를 따서 붙이거나 그 지역의 역사성을 나타내는 지명이 쓰이기도 했다. 의주에 있었던 객관은 용만관(龍灣館), 평양에 있었던 객관은 대동관(大同館)이라고 하였으며, 나주(羅州)에 있었던 객사는 금성관(錦城館), 대구에 있던 객사는 달성관(達城館), 강릉의 객사는 임영관(臨瀛館)이라고 하였다. 전주의 객사는 '풍패지관'(豊沛之館)이라고 하였는데, 이는 이곳이 조선 왕실의 발상지임을 강조한 표현이었다. '동경관' 역시 경주의 고려 시대 이름을 붙인 것이다. 비슷하게 대가야의 수도였던 고령의 객사는 가야관(伽倻館)이라 불렸다.

## 역사
'동경관'이라는 명칭은 고려 때부터의 호칭이었을 가능성이 매우 크며, 고려의 객사는 조선 시대까지 그대로 이어져 사용되었을 것으로 보인다. 동경관의 중심 건물(중당)은 가운데의 본관과 좌우에 딸린 동서헌(좌우익)으로 구성되어 있었는데, 일본의 후지시마 가이지로는 동서헌이 선조 연간(1568~1608), 중앙의 건물이 정조 14년(1790년)에 수리되었다고 하였다.
경주의 객사는 늦어도 고려 중기 무렵에는 존재하고 있었는데, 고려 의종(毅宗) 24년(1170년) 김보당이 폐위된 의종을 복위시키려 거제도에서 경주로 옮겼다가 발각되었을 때, 경주 출신인 이의민이 이를 조사하러 내려오자 경주 사람들이 이의민이 오기 전에 의종을 객사에 유폐시켰다는 언급이 있다. 고려 시대의 이 객사는 충숙왕(忠肅王) 7년(1338년)에 화재로 소실되었다고 한다.
고려 시대 경주의 객관의 모습은 고려 말기의 문인 이곡(李穀)이 지은 '계림부(雞林府) 공관(公館) 서루(西樓)의 시서(詩序)'에서도 엿볼 수 있는데, 이 글에서 이곡은 경주의 객관을 지칭하여 객사, '공관'(公館) 또는 '빈헌'(賓軒)이라고 부르고 있다.
그 후 조선 시대로 이어지면서 세조 9년(1463년)에 중수하였고, 이때 서거정이 기문을 지었다. 기문에 따르면 경주부윤 김담(金淡)과 그 통판(通判, 부윤의 보좌역) 신중린(辛仲磷)이 처음으로 이를 의논하여 공사를 시작하였고, 김담이 이조판서로 소환되어 교체된 뒤에는 신임 부윤으로 세조 9년(1463년)에 온 정흥손(鄭興孫), 병술년(1466년)에 부임한 최선복(崔善復)이 이어받아 공사를 주도하였다. 통판 신중린은 후임으로 부윤으로 부임한 정흥손을 도와 공사를 진행했고, 세조 10년(1464년) 가을에 감찰로 소환된 뒤에는 양석견(楊石堅)이 후임 통판이 되었고, 정흥손이 임기가 끝나서 최선복으로 교체될 때에 양석견 역시 체직되어 정난손(鄭蘭孫)이 후임 통판으로써 공사를 이어 진행하였다.
서거정의 기문에서는 객관의 옛터에 그 규모를 더 키워서 집을 지을 때에, 고을의 대족(大族)인 영의정 신숙주(申叔舟)와 대사성 김영유(金永濡)가 재인(梓人) 서휴(徐休)를 보내 그 일을 감독하게 하였다고 적고 있다. 이때 중수된 모습을 "먼저 대청 다섯 칸을 세우고 앞뒤로 기둥을 두니 시원스레 널찍하였다. 동쪽과 서쪽에 헌(軒)을 두고 각각 상방(上房)과 협실을 두니 서늘하고 따뜻하기가 알맞았다. 단청을 해 놓으니, 문채가 빛이 났다. 보는 이들이 훌륭하다고 했다."라고 하였다. 대청 다섯 칸을 두고 동서로 헌을 두어 각각 상방과 협실을 두었다는 기록은 동경관이 철거되기 전에 촬영한 사진과도 일치한다.
이후 명종 7년(1552년)에 소실되었다가 동왕 10년(1555)에 중창, 다시 선조 13년(1580)에 소실되는 과정을 번복하면서 이어져 왔다. 정조 14년(1790)에 객사의 중당(中堂)을 중건하였으며 이때 '동경관'(東京館)이라는 현판을 내걸었다고 한다. 다만 현존하는 '동경관'의 현판은 조선 말기의 경주부윤 정현석이 쓴 것이다.
경술국치(1910년) 3년 전인 1907년 4월 1일부터 1921년(다이쇼 10년) 5월 1일까지 보통학교 교사(校舍)로 사용되었으며, 이후 1926년(다이쇼 15년)까지 국어강습소, 1928년(쇼와 3년) 3월 31일까지 사립 계림학교 교사로 사용되었다. 1931년(쇼와 6년) 12월에 지붕을 수리하였다. 일본의 건축사학자 후지시마 가이지로는 자신의 저서 《한의 건축문화》에서 동경관에 대해 규모가 크고 전형적인 객사 형식을 갖춘 객사의 '전형'으로 평가하였다. 또한 경주 지역의 문화유산을 보존하기 위한 모임인 고적보존회가 1915년 창립되었을 때, 동경관 건물을 신라유물진열관으로 사용하였다.
해방 이후 해방 정국의 혼란기와 6.25 전쟁을 겪으면서 동경관은 제대로 보존, 관리되지 못한 채 훼손되었다. 《대구시보》(大邱時報) 1947년 11월 20일자 기사에는 '廢墟의 慶州客舍, 陳列舘으로 登場'라는 제목으로 경주객사 즉 동경관의 쇠락과 이를 경주박물관에서 유물진열관으로 사용하고자 중앙당국의 승인을 얻어 수속을 마쳤고 이축은 예산 문제로 인해 이듬해에 실시할 것이라는 소식을 전하고 있다.
6.25 전쟁이 벌어졌던 1950년 가을 경주로 온 피난민들이 동경관에 몰려들었다가 문짝과 마룻바닥을 뜯어서 모닥불을 지피다가 제지되기도 했으며, 1957년 폭우로 인해 정청이 도궤되었다. 《경향신문》 1957년 11월 25일자에는 문교부 당국에 의해 지정된 전국 588개 지정 문화재의 4할에 해당하는 217점의 문화재가 보수되지 못하고 있는 상황에 대해서 보도하였는데, 여기에는 서울 사직단 표문과 부산진 자성대도 함께 거론되었다. 해당 기사에서는 동경관의 무너진 모습과 함께 "지금에 이르기까지 보수치 않아 본관이 완전히 도괴되어 버렸다"고 전하였다. 그리고 1958년 동경관 자리에 경주교육청이 청사를 지으면서 부지가 훼손되었다. 경주에서는 사림 700여 명이 문교부 당국에 청사 건립을 막고 동경관을 중수해 줄 것을 호소하였으나 받아들여지지 않았고, 서헌(西軒)만이 현재의 위치로 이건되었다.

## 구조
현존하는 동경관의 건물은 동경관의 서헌으로, 앞면 5칸·옆면 3칸 규모이며，지붕은 옆면에서 볼 때 여덟 팔(八)자 모양인 팔작지붕이다. 한쪽만이 맞배지붕이고 다른 한쪽은 팔작지붕 형태를 하고 있는 것은 원래 맞배지붕에 해당하는 부분으로 본청과 동헌이 더 이어져 있었기 때문이다.
동경관의 위치는 조선 시대 경주 관아의 동남쪽에 해당하였다. 동경관의 동, 서익헌은 경주부 관내의 행정을 맡아 보는 아전인 육방의 근무지로 관방(官房)이라 하였으며, 신라옥적을 비롯하여 청동제 화로 등이 발견되었다고 한다.
이곡의 《가정집》이나 서거정의 《사가문집》에는 경주 객사의 모습을 묘사한 글들을 찾아볼 수 있다. 이곡은 계림부 객사에 동루(東樓)와 서루가 딸려 있었다고 언급하고 있는데, 동루에 비해 서루 쪽에서 내려다 보이는 경치가 더 장려하다는 평가를 남겼다. 서루에는 삼장법사(三藏法師) 선공(旋公), 즉 순암(順菴) 조의선(趙義旋)이 '의풍루'(倚風樓)라고 쓴 현판이 있었다고 한다.  이곡이 객관에 왔을 때는 빈헌에 고려 명종 때의 문인인 김군수(金君綏)가 쓴 절구 한 수만이 걸려 있었다고 하며, 이곡은 경주의 역사가 오래되고 거쳐간 지방관도 많은 만큼 그들이 이곳에 대해 쓴 글이나 시가 많았을 텐데 모두 사라져 버렸다며 아쉬움을 표하였다. 동루의 이름은 《세종실록》 지리지에 황학루(黃鶴樓)라고 언급되고 있다.
서거정의 기문에서는 객관이 중수되고 얼마 되지 않아 의풍루가 화재로 소실되어 재건되지 못하다가 세조 13년 정해년(1467년) 부윤 이염의(李念義)가 재건을 시작하여 후임 전동생(田秱生)과 통판 류자빈(柳子濱)이 완성시켰다고 하였다. 서거정은 이 중수된 의풍루에 대해서도 기문을 요청받고 이를 썼다.
영조 때에 경주 사람인 최석신(崔錫信)이 썼다는 '동경관'(東京館)이라는 현판이 걸려 있다. 객사 정문에 걸려 있던 편액 글자도 역시 최석신이 쓴 '동경구도(東京舊都)'였다. 한국의 국립경주박물관에는 동경관의 현판이 소장되어 있는데, 현판 왼쪽 끝부분에 '임오년 늦가을'(壬午季秋),'신정현석'(臣鄭顯奭)이라는 낙관이 새겨져 있어, 고종(高宗) 19년(1882년) 6월부터 그 해 11월에 덕원부사(德源府使)로 이임할 때까지 경주부윤으로 부임했던 정현석(鄭顯奭)이 경주를 떠나기에 앞서 쓴 글씨로 여겨지고 있다.
또한 국립경주박물관에는 한국의 여느 객사에서 소장했던 것과 같은 전패(殿牌)가 소장되어 있고, 이는 여느 객사들의 경우와 마찬가지로 동경관에 안치되어 있었던 전패로 여겨지고 있다.

## 참고 자료
- 동경관 - 국가유산청 국가유산포털